# ラーミー・ラビーア
ラーミー・ヒシャーム・アブデル・アジズ・ラビーア（Ramy Hisham Abdel Aziz Rabia アラビア語: رامي ربيعة、1993年5月20日 - ）は、エジプトのサッカー選手。エジプト・プレミアリーグ・アル・アハリ所属。ポジションは、ディフェンダー（センターバック）。サッカーエジプト代表。日本語メディアではラミ・ラビアと表記されることがある。

## 経歴
2013年のアフリカユース選手権ではキャプテンをつとめ母国の優勝に貢献、大会ベストイレブンにも選ばれた。
2014年8月、スポルティングCPに移籍した。